# 12252 Кванджу
12252 Кванджу (12252 Gwangju) — астероїд головного поясу, відкритий 8 листопада 1988 року.
Тіссеранів параметр щодо Юпітера — 3,141.